# Hans-Hartmut Krüger
Hans-Hartmut Krüger (* 26. November 1926 in Weimar; † 7. Februar 2000 in Eisdorf) war ein deutscher Schauspieler und Regisseur. 

## Leben
Über das Leben von Hans-Hartmut Krüger sind nur lückenhafte Informationen vorhanden. Bekannt sind nur die häufigen schauspielerischen Mitwirkungen in Filmen der DEFA und des Fernsehens der DDR.  Ab den 1970er Jahren vermehrten sich seine Tätigkeiten als Regisseur beim Fernsehen der DDR. Am Theater sind Auftritte als Schauspieler am Elbe-Elster-Theater Wittenberg und am Theater der Freundschaft in Berlin nachzuweisen.

## Filmografie (Schauspieler)
- 1958: Das Lied der Matrosen
- 1960: Das Zaubermännchen
- 1960: Fünf Patronenhülsen
- 1960: Flucht aus der Hölle (Fernseh-Vierteiler, 1 Episode)
- 1961: Gewissen in Aufruhr (Fernseh-Fünfteiler, 1 Episode)
- 1962: Fernsehpitaval: Auf der Flucht erschossen (Fernsehreihe)
- 1963: Nackt unter Wölfen
- 1967: Meine Freundin Sybille
- 1966: Pitaval des Kaiserreiches: Die Ermordung des Rittmeisters von Krosigk
- 1966: Pitaval des Kaiserreiches: Der Prozeß gegen die Gräfin Kwilecki (Fernsehreihe)
- 1966: Lebende Ware
- 1969: Der Staatsanwalt hat das Wort: Auf der Rennbahn (Fernsehreihe)
- 1970: Effi Briest (Fernsehfilm)
- 1970: Befreiung (5 Teile)
- 1970: Jeder stirbt für sich allein (Fernseh-Dreiteiler, 2 Teile)
- 1971: Rottenknechte (Fernseh-Fünfteiler)
- 1973: Polizeiruf 110: Siegquote 180 (Fernsehreihe)
- 1975: Das unsichtbare Visier (Fernsehserie, 1 Episode)
- 1980: Polizeiruf 110: In einer Sekunde
- 1980: Archiv des Todes (Fernsehserie, 1 Episode)
- 1981: Polizeiruf 110: Nerze
- 1981: Polizeiruf 110: Harmloser Anfang
- 1983: Die lieben Luder (Fernsehfilm)
- 1984: Polizeiruf 110: Inklusive Risiko
- 1985: Polizeiruf 110: Ein Schritt zu weit
- 1986: Polizeiruf 110: Ein großes Talent
- 1986: Polizeiruf 110: Kein Tag ist wie der andere
- 1988: Polizeiruf 110: Der Mann im Baum

## Filmografie (Regisseur)
- 1972: Der Staatsanwalt hat das Wort: Der Anruf kam zu spät (Fernsehreihe)
- 1976: Tischler und Präsident (Fernsehfilm)

## Theater
- 1949: Alexander Afinogenow: Großvater und Enkelin – Regie: Jo Simeth (Elbe-Elster-Theater Wittenberg)
- 1949: Friedrich Hebbel: Maria Magdalena – Regie: Karl-Heinz Stöhr (Elbe-Elster-Theater Wittenberg)
- 1956: Curt Corrinth: Trojaner – Regie: Robert Trösch (Theater der Freundschaft)